# Bipiramidă alungită
În geometrie, bipiramida alungită este un poliedru convex, construit prin alungirea unei bipiramide n-gonale prin inserarea unei prisme n-gonale între bazele piramidelor (bazele prismei și ale piramidelor trebuie să fie congruente).
Numărul bipiramidelor alungite este infinit, dar dintre ele trei sunt poliedre Johnson: bipiramida triunghiulară alungită (J14), bipiramida pătrată alungită (J15) și bipiramida pentagonală alungită (J16). Bipiramide alungite cu n mai mari pot fi construite cu triunghiuri isoscele.
Poliedrele lor duale sunt bitrunchiurile.

## Formule
Pentru bipiramidele alungite se calculează separat aria laterală a unei piramide Al3 și aria laterală a prismei intermediare Al4. Aria bipiramidei alungite A va fi
{\displaystyle A=2A_{l3}+A_{l4}\,.}
Pentru volum, la fel, se calculează separat volumul unei piramide V3 și volumul prismei intermediare V4. Volumul bipiramidei alungite V va fi
{\displaystyle V=2V_{3}+V_{4}\,.}

## Exemple
| Nume    | Bipiramidă triunghiulară alungită (J14) | Bipiramidă pătrată alungită (J15) | Bipiramidă pentagonală alungită (J16) | Bipiramidă hexagonală alungită |
| Tip     | Echilateral                             | Echilateral                       | Echilateral                           | Neregulat                      |
| ------- | --------------------------------------- | --------------------------------- | ------------------------------------- | ------------------------------ |
| Imagine |                                         |                                   |                                       |                                |
| Fețe    | 6 triunghiuri, 3 pătrate                | 8 triunghiuri, 4 pătrate          | 10 triunghiuri, 5 pătrate             | 12 triunghiuri, 6 pătrate      |
| Dual    | Bitrunchi triunghiular                  | Bitrunchi pătrat                  | Bitrunchi pentagonal                  | Bitrunchi hexagonal            |